# Zyvex
Zyvex — компания по молекулярным нанотехнологиям, основанная Джеймсом фон Эром II в 1997 году. 
В апреле 2007 года корпорация разделилась на четыре комппании: Zyvex Technologies, Zyvex Instruments (ориентированные на инструменты, измерительные приборы и приложения для рынков полупроводников и передовых исследований), Zyvex Labs и Zyvex Asia. С тех пор семейство компаний добилось заметных достижений, имеет более 170 патентов, которые используются в собственных продуктах компаний или лицензируются для других компаний. Они включают в себя ряд методов диспергирования углеродных нанотрубок в полимерах и других высокоэффективных композиционных материалах, используемых в производстве полупроводников. Компания также разрабатывает программное обеспечение, такое как технология для автоматизации атомного шлепка.
В 2009 году Zyvex объявила о создании Zyvex Marine, нового подразделения, которое занимается проектированием и разработкой современных морских платформ. К 2010 году подразделение смогло изготовить легкий опытный образец, который потребляет на 75% меньше топлива. 
В 2014 году Zyvex Technologies была приобретена компанией OCSiAl, российским производителем углеродных нанотрубок, и это, как сообщалось, создало крупнейшую в мире компанию по нанотехнологиям. Слияние расширило портфель Zyvex за счет добавления новых продуктов в области здравоохранения, автомобилестроения и спорта, таких как медицинское протезирование, аэрокосмические покрытия и даже хоккейные клюшки.

## Внешние ссылки
- zyvex.com — официальный сайт Zyvex